# 愛知県立豊橋商業高等学校
愛知県立豊橋商業高等学校（あいちけんりつとよはししょうぎょうこうとうがっこう）は、愛知県豊橋市向山町（向山官有地）にある公立職業高等学校。略称は豊商（とよしょう）。

## 沿革

### 前身

#### 私立豊橋商業学校
- 1906年（明治39年）4月1日 - 当時豊橋商業会議所会頭であった遠藤安太郎氏が地元豊橋市の商業発展のために私財をなげうって私立豊橋商業学校開校
- 1931年（昭和6年）豊橋市立商業学校に吸収
- 1933年（昭和8年）3月3日 - 私立豊橋商業学校廃校

#### 豊橋市立商業学校
- 1913年（大正12年）豊橋市立商業学校開校
- 1931年（昭和6年）私立豊橋商業学校を吸収

- 1941年（昭和16年）豊橋市立第二商業（夜間）に校名変更
- 1944年（昭和19年）豊橋市立商業高校から、豊橋市立工業高校に転換
- 1946年（昭和21年）豊橋市立商業学校復活
- 1948年（昭和23年）4月　学制改革により豊橋市立商業学校から豊橋市立商業高等学校に改称
- 1948年（昭和23年）10月- 学校統合により豊橋市立商業高等学校と豊橋市立実業高等学校は併合して、豊橋市立豊橋商業高等学校となる

#### 豊橋市立女子商業学校
- 1913年（大正12年） 豊橋市立実業補習学校開校

- 1926年（昭和2年）豊橋市立女子商業専修学校開校
- 1938年（昭和13年）豊橋市立女子商業専修学校が、豊橋市立女子商業学校に改称
- 1948年（昭和23年）4月 学制改革により豊橋市立女子商業学校は豊橋市立実業高等学校となる
- 1948年（昭和23年）10月- 学校統合により豊橋市立商業高等学校と豊橋市立実業高等学校は併合して、豊橋市立豊橋商業高等学校となる
- 1949年（昭和24年）4月 - 市立豊橋商業高等学校の全日制課程廃止。東三河地区の高等学校（豊橋東・時習館・国府・新城・蒲郡・成章）の全日制商業科に分散[1]
- 1949年（昭和24年）第1回交通量調査

### 愛知県立豊橋商業高等学校
- 1951年（昭和26年）
  - 4月 豊橋東・時習館の商業課程を併合独立して愛知県立豊橋商業高等学校設立（再発足）
  - 8月 - 第33回全国高等学校野球選手権大会出場。都島工業高と対戦し、3対2で敗退
- 1952年（昭和27年）1月23日 - 校歌制定
- 1955年（昭和30年）応援歌制定
- 1958年（昭和33年）
  - 8月 - 全国高等学校総合体育大会（剣道男子団体の部）で全国優勝
  - 10月 - 第13回国民体育大会（剣道男子団体の部）で全国優勝
- 1959年（昭和34年）講堂兼体育館竣工
- 1961年（昭和36年）1月28日 - 本館竣工
- 1962年（昭和37年）10月 - 第17回国民体育大会（やり投）で全国優勝
- 1965年（昭和40年）プール施工
- 1966年（昭和41年）「若人の像」建立、校訓制定
- 1968年（昭和43年）8月 - 全国高等学校総合体育大会（弓道女子団体の部）で全国優勝
- 1969年（昭和44年）10月 - 第24回国民体育大会（弓道男子団体の部）で全国優勝
- 1972年（昭和47年）8月 - 全国高等学校総合体育大会（弓道女子団体の部）で全国優勝
- 1973年（昭和48年）理科棟竣工
- 1974年（昭和49年）第一産振棟竣工
- 1976年（昭和51年）「造園」「部活動顕彰碑」建立
- 1985年（昭和60年）第二産振棟竣工
- 1986年（昭和61年）11月3日 - 豊商80年史を刊行
- 1990年（平成2年）ショップ豊商開始
- 1993年（平成5年）インターアクトクラブが厚生大臣表彰受賞
- 1996年（平成8年）「ヘルメス像」建立
- 1998年（平成10年）中国修学旅行開始
- 1999年（平成11年）竜巻被害
- 2000年（平成12年）第12回全国高等学校プログラミング競技大会個人優勝
- 2001年（平成13年）第13回全国高等学校プログラミング競技大会個人・団体優勝
- 2002年（平成14年）校訓「以信為本」制定
- 2002年（平成14年）8月22日 - PTA全国表彰を受賞
- 2004年（平成16年）第16回全国高等学校プログラミング競技大会団体優勝
- 2006年（平成18年）9月9日 - 創立100周年記念式典挙行
- 2006年（平成18年）平成28年度国民体育大会　弓道部男子団体遠的優勝
- 2013年（平成25年）平成25年度全国電卓競技大会　電卓の部優勝
- 2013年（平成25年）第60回全国高等学校珠算電卓競技大会　電卓の部　個人総合競技佳良　伝票競技優勝
- 2013年（平成25年）平成25年度全国高等学校総合体育大会　弓道競技女子団体優勝
- 2015年（平成27年）第19回全日本電卓競技大会全国大会　団体優勝
- 2015年（平成27年）第62回全国高等学校珠算電卓競技大会　団体優勝
- 2016年（平成28年）9月12日　創立110周年記念式典挙行
- 2016年（平成28年）平成28年度全国高等学校総合体育大会　弓道競技女子団体優勝

## 校歌

### 私立豊橋商業学校
作詞　宇井　英　作曲　小松　耕輔

### 豊橋市立商業学校
作詞　葛原　幽　作曲　梁田　貞

### 豊橋市立女子商業学校
作詞　作曲　青山　修一郎

### 愛知県立豊橋商業高等学校
作詞　丸山　薫　作曲　山田　昌弘

## 学科
- 総合ビジネス科
- 経理科
- 情報処理科
- 国際ビジネス科Aコース
- 国際ビジネス科Bコース

## 部活動
運動部
- ソフトボール部
- ソフトテニス部
- サッカー部
- ハンドボール部
- バスケットボール部
- バレーボール部
- 野球部
- 陸上競技部
- 弓道部
- 卓球部
- 柔道部
- 剣道部
- 水泳部
- バドミントン部

文化部
- 簿記部
- 情報処理部
- 珠算電卓部
- ワープロ部
- インターアクト部
- 吹奏楽部
- 演劇部
- 美術部
- 新聞部
- 英語部
- 放送部
- クッキング部
- 茶道部
- 華道部
- 環境美化部
- 文芸部

## 出身有名人
- 馬飼野俊一 - 作曲家
- 馬飼野康二 - 作曲家
- 喜多郎 - 作曲家・シンセサイザー奏者
- 大阪圭吉 - 推理作家、小説家

## その他
- インターアクト部は愛知県立豊橋特別支援学校高等部と交流教育をしている。
- 1951年（昭和26年）の第33回大会に本校野球部が出場して以降、東三河地区の高校が夏の甲子園に出場するのは国府高校が出場を決めた1975年（昭和50年）、豊橋市の高校では豊橋中央高校が出場を決めた2025年（令和7年）まで待たねばならなかった[2][3]。
- 弓道部はインターハイで女子が4回優勝した。
- 国家資格の基本情報技術者試験（FE）の午前科目免除制度の認定校となっている[4][5]。